# Johann Christian Biel
Johann Christian Biel (* 1687 in Braunschweig; † 18. Oktober 1745 ebenda) war ein deutscher lutherischer Theologe und Geistlicher.

## Leben
Johann Christian Biel studierte von 1707 bis 1710 Theologie an der Universität Leipzig. Er bereiste sodann Mittel- und Norddeutschland und setzte ab 1711 sein Studium an der Universität Rostock fort und beendete es 1713 an der Universität Helmstedt. Biel kehrte nach einer Reise durch die Niederlande und England in seine Heimatstadt Braunschweig zurück und wurde dort 1719 Adjunctus ministerii (Adjunkt des Geistlichen Ministeriums) und 1723 Pastor an St. Ulrich und der St.-Johannis-Kapelle. 
Er ist Verfasser zahlreicher Schriften biblisch-archäologischen Inhalts, übersetzte aber auch Predigten aus der englischen Sprache. Seine Schriften wurden zum großen Teil erst nach seinem Tod von Esdras Heinrich Mutzenbecher (1744–1801) herausgegeben.
Der braunschweigische Superintendent Johann Christoph Köcher und der seit Anfang des Jahres 1745 am Collegium Carolinum tätige Elias Caspar Reichard hielten ihm die Leichenpredigten. Der Jurist Christian Andreas von Biel war einer seiner Söhne.
Die Beinecke Rare Book and Manuscript Library (BRBL) der Yale University in New Haven (Connecticut) verwahrt einen Briefwechsel zwischen Biel und Richard Bentley von 1714.

## Schriften (Auswahl)
- Johannis Christiani Biel Dissertatio de purpura Lydia : ad illustrandum locum Actor. XVI. 14. 1752, OCLC 634444972.
- Animadversiones ad J.G. Altmanni de gallicinio Hierosolymis in ædibus Pontificis audtio observationem. Venetiis, 1763, OCLC 79442882.
- Esdras Heinrich Mutzenbecher (Hrsg.): Jo. Christiani Biel, Past. Quond. Ad. D. Ulric. Et Joan. Brunsvic. Novus Thesaurus Philologicus ; Sive Lexicon In LXX Et Alios Interpretes Et Scriptores Apocryphos Veteris Testamenti. Haag 1779–80, OCLC 19376340, (online).